# Tremenda Jauría
Tremenda Jauría es un colectivo musical español que fusiona diversos estilos musicales, que denominan cumbiatón.

## Estilo musical
Tremenda Jauría se formó en Madrid. Es un colectivo musical que fusiona cumbia-punk, rap, reguetón combativo y música electrónica, con evidentes elementos de la música latinoamericana. Esta mezcla original de estilos musicales crea un estilo popular que llaman "cumbiatón" o "electrocumbia". El grupo ha colaborado con artistas como Kumbia Queers, Fermín Muguruza, Sara Hebe, Ariana Puello y ZOO.
Su estética se basaba en el anonimato, no se conocen sus nombres reales y en sus conciertos y vídeo clips siempre visten máscaras de gas. Las letras de Tremenda Jauría versan sobre el compromiso social y político antipatriarcal, con el feminismo y el anticapitalismo, y a menudo utilizan el programa Auto-Tune para modular las voces.
Sus discos están publicados bajo una licencia CC-BY-NC.

## Componentes

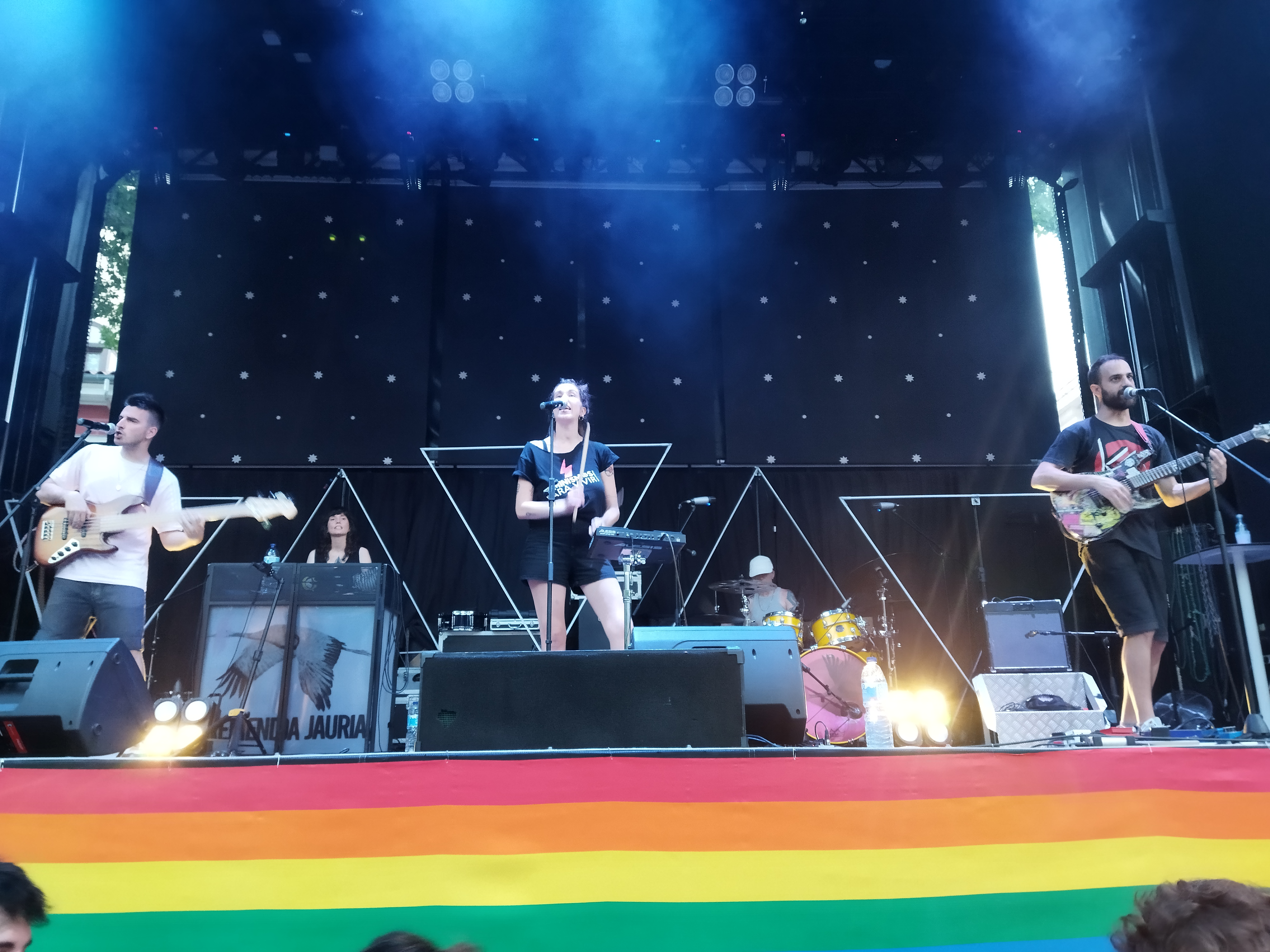
Tremenda Jauría en el Zorrilla's Fest 2023 en Valladolid

Los integrantes de Tremenda Jauría son:
- Mc Chucho (Voz, guitarras, charango y producción electrónica)
- Mc Machete (Voz, güiro y producción electrónica)
- Mc Larrata (Voz, bajo, acordeón y producción electrónica)
- Galga DJ (DJ y artwork)

## Discografía
- Mordiendo (2015).[2][9]
- Cuentas pendientes (2017)[5]
- Codo con codo (2018)[10]
- IV (2019)[11][8]
- Directxs al Colapso (2021)[12][8]
- Todxs igual (2022)[13]